# 南投縣立大成國民中學
南投縣立大成國民中學（英語：DaCheng Junior High School, DCJH），簡稱大成國中，是位於台灣南投縣埔里鎮的一所國民中學，「水沙連社區大學」設於此校。
大成國中是所因應九年國民義務教育而設立的國民中學，1999年因921大地震校舍嚴重毀損，於往後兩年陸續重建。

## 校史

### 創立初期
大成國中是九年國民義務教育第一期三年計畫設立的國民中學，1968年2月獲林務局撥贈2公頃苗圃土地作為校舍用地。同年4月校舍建築工程興工，7月教育廳指派薛向朠擔任首任校長，8月學校正式成立，埔里鎮內的九所國小畢業生總計751人分發至大成國中，9月9日舉辦開學典禮。

### 九二一地震至今
1999年9月21日發生921大地震，校舍嚴重毀損，建築物近乎全毀，經勘驗後被列為危險大樓。災後借用隔壁林務局土地興建51間簡易教室，供約1500名在學學生上課，學校於同年11月10日恢復上課，而災後重建工程由慈濟基金會以「希望工程」包辦校園重建，2000年6月10日，校舍重建動工，同年9月1日，南投縣社區大學埔里分校於大成國中正式掛牌設立，9月21日開學，2001年10月15日，校舍重建工程完工，重建教室77間、廚房1間、操場1座，學生於次年1月18日遷入新校舍上課，2002年6月9日，學校舉辦校園重建落成啟用典禮暨建校34周年校慶活動，同年9月21日，學校受到中正紀念堂邀請參與921校園重建成果展系列活動。
2018年1月6日，學校舉辦創校50周年運動會暨校友回娘家活動，並製作50周年校慶特刊，2019年10月，以現有圖書館改造後的「學校社區共讀站」竣工，並於23日啟用，2023年12月25日，日本九州鹿兒島縣出水市的出水中學師生參訪大成國中，並且簽署姊妹校備忘錄。

## 歷任校長
大成國中歷任校長如下：
| 姓名   | 就任日期     | 卸任日期      | 註                             |
| ------ | ------------ | ------------- | ------------------------------ |
| 薛向朠 | 1968年7月1日 | 1975年2月1日  |                                |
| 張達田 | 1975年2月1日 | 1976年2月28日 | 代理                           |
| 郭壁珪 | 1976年3月1日 | 1979年7月31日 |                                |
| 吳勝國 | 1979年8月1日 | 1983年8月31日 |                                |
| 梁基盛 | 1983年9月1日 | 1987年7月31日 |                                |
| 劉文功 | 1987年8月1日 | 1998年7月31日 |                                |
| 歐源榮 | 1998年8月1日 | 2002年7月31日 |                                |
| 陳聰連 | 2002年8月1日 | 2004年7月31日 | 退休                           |
| 林瑩   | 2004年8月1日 | 2008年7月31日 |                                |
| 蔡秋玲 | 2008年8月1日 | 2015年1月31日 | 退休                           |
| 詹裕文 | 2015年2月1日 | 2015年7月31日 | 代理                           |
| 陳清濱 | 2015年8月1日 | 2022年7月31日 | 原任民和國中校長，後調埔里國中 |
| 王仁穩 | 2022年8月1日 |               | 原任信義國中校長               |

## 校園照片

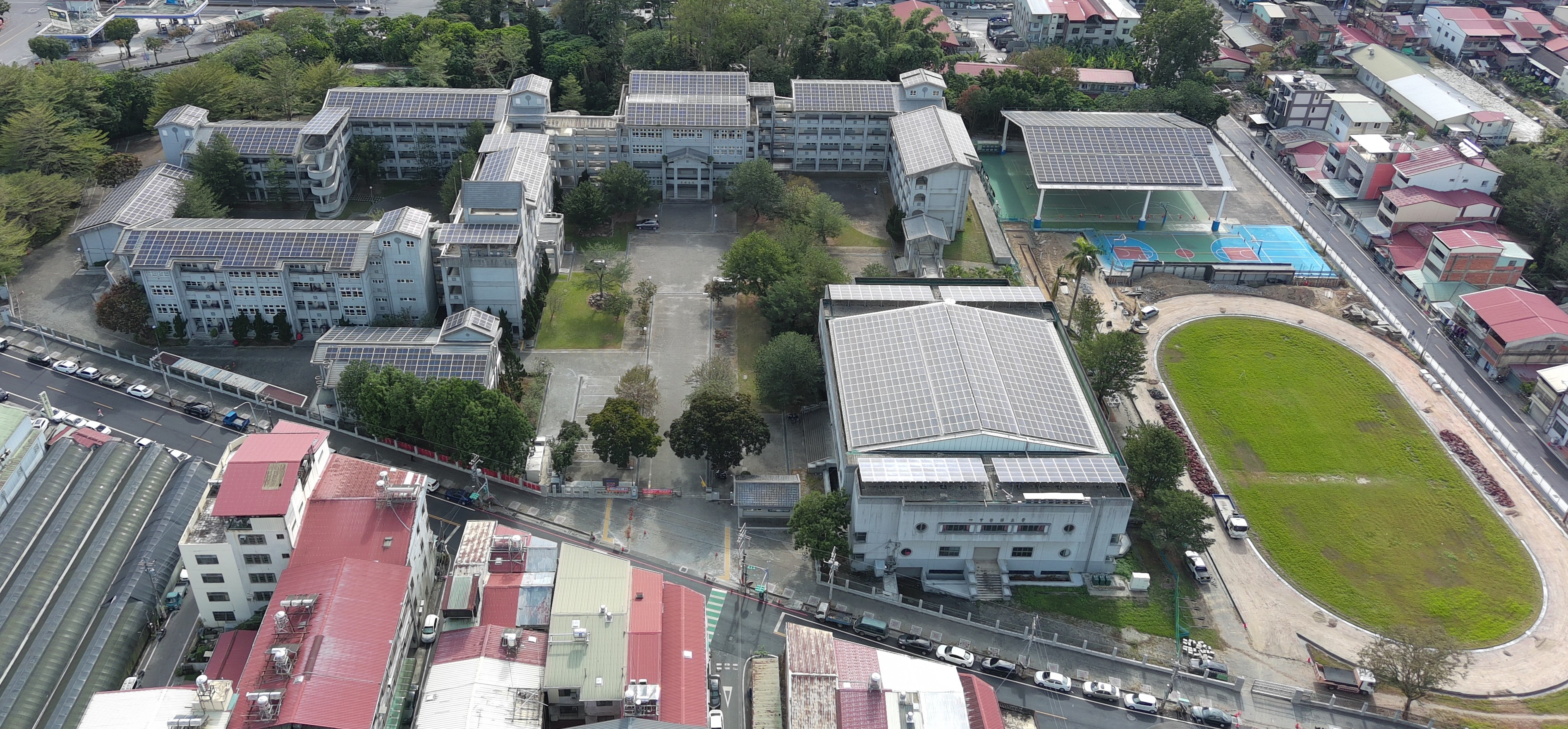
校區空拍圖
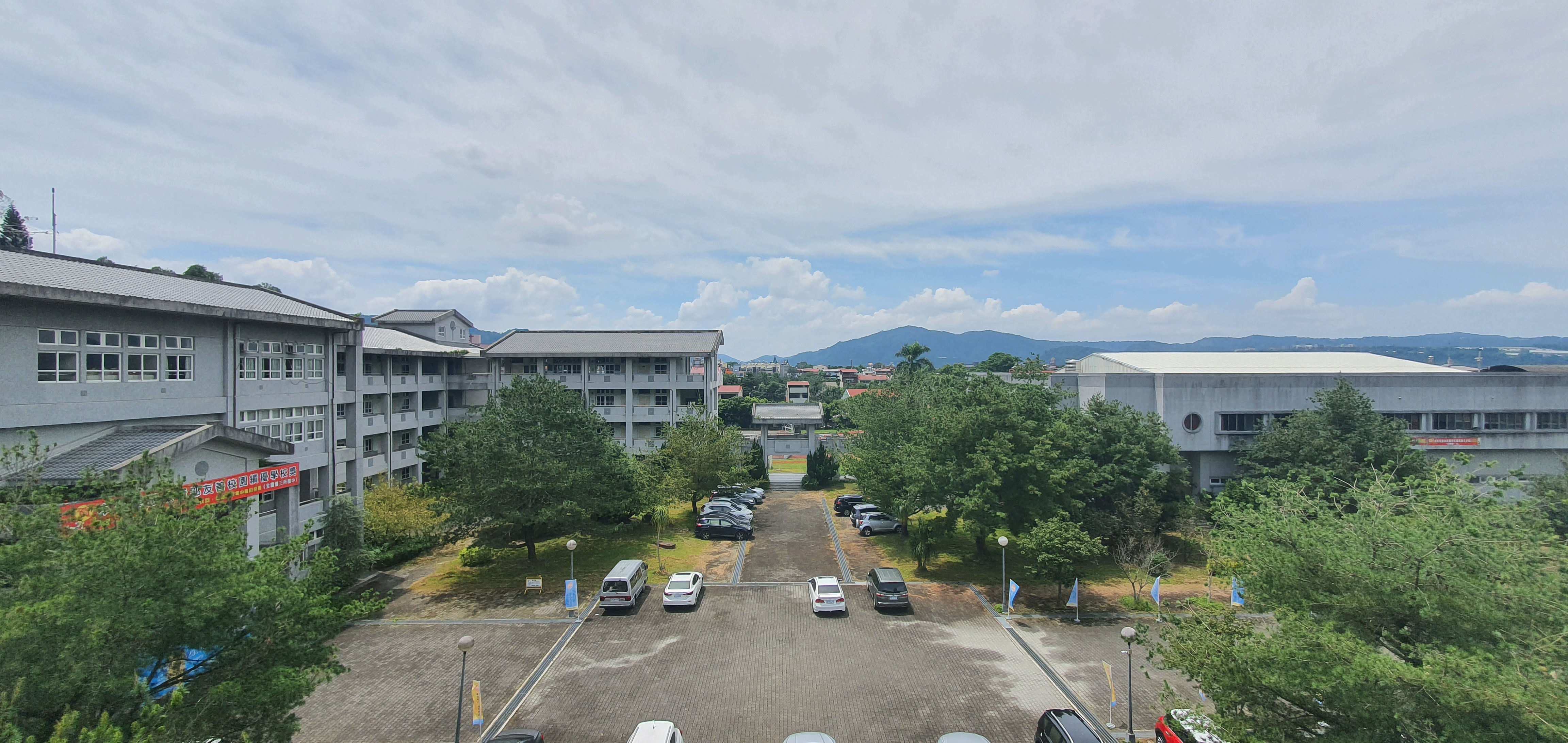
專科教室區與活動中心
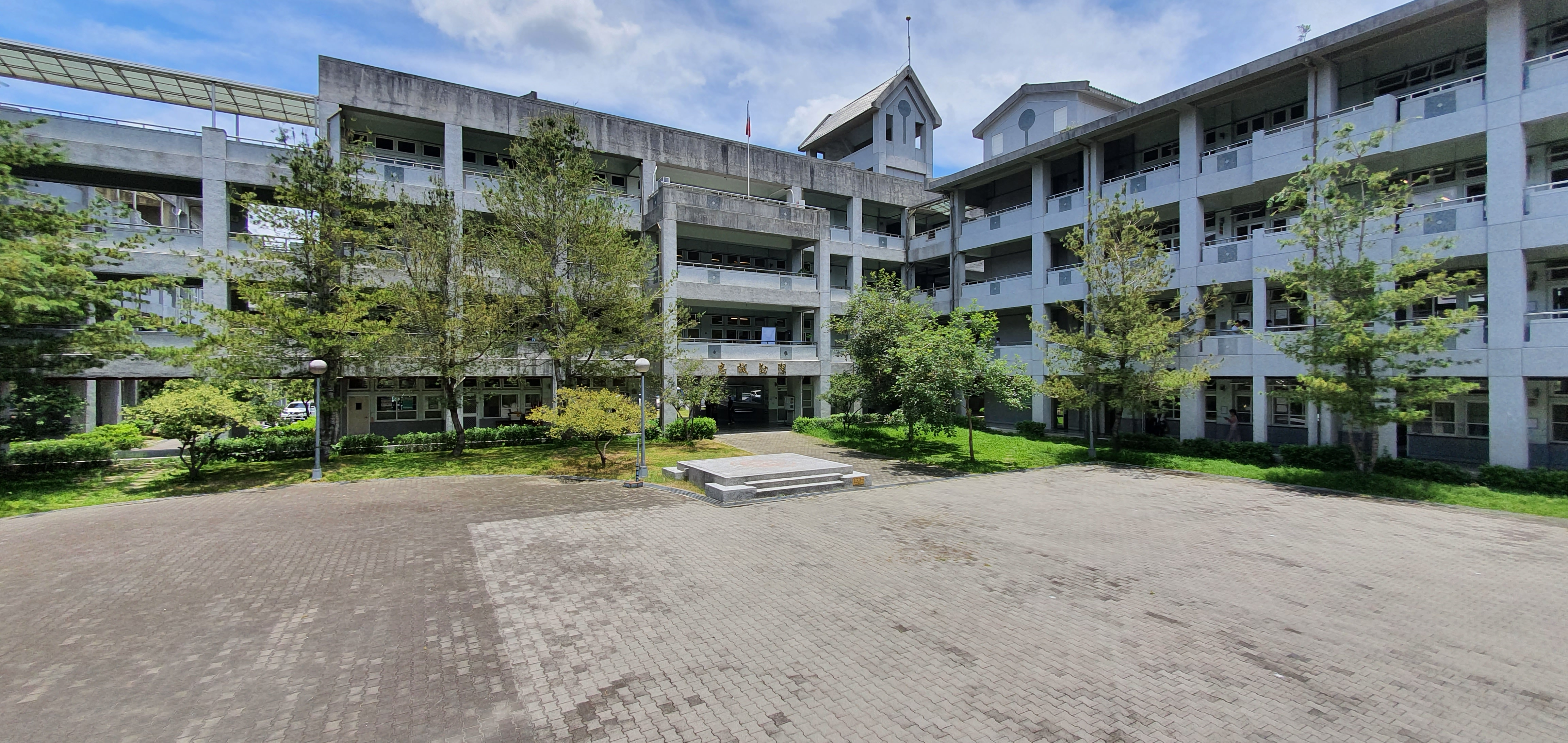
教學區中庭
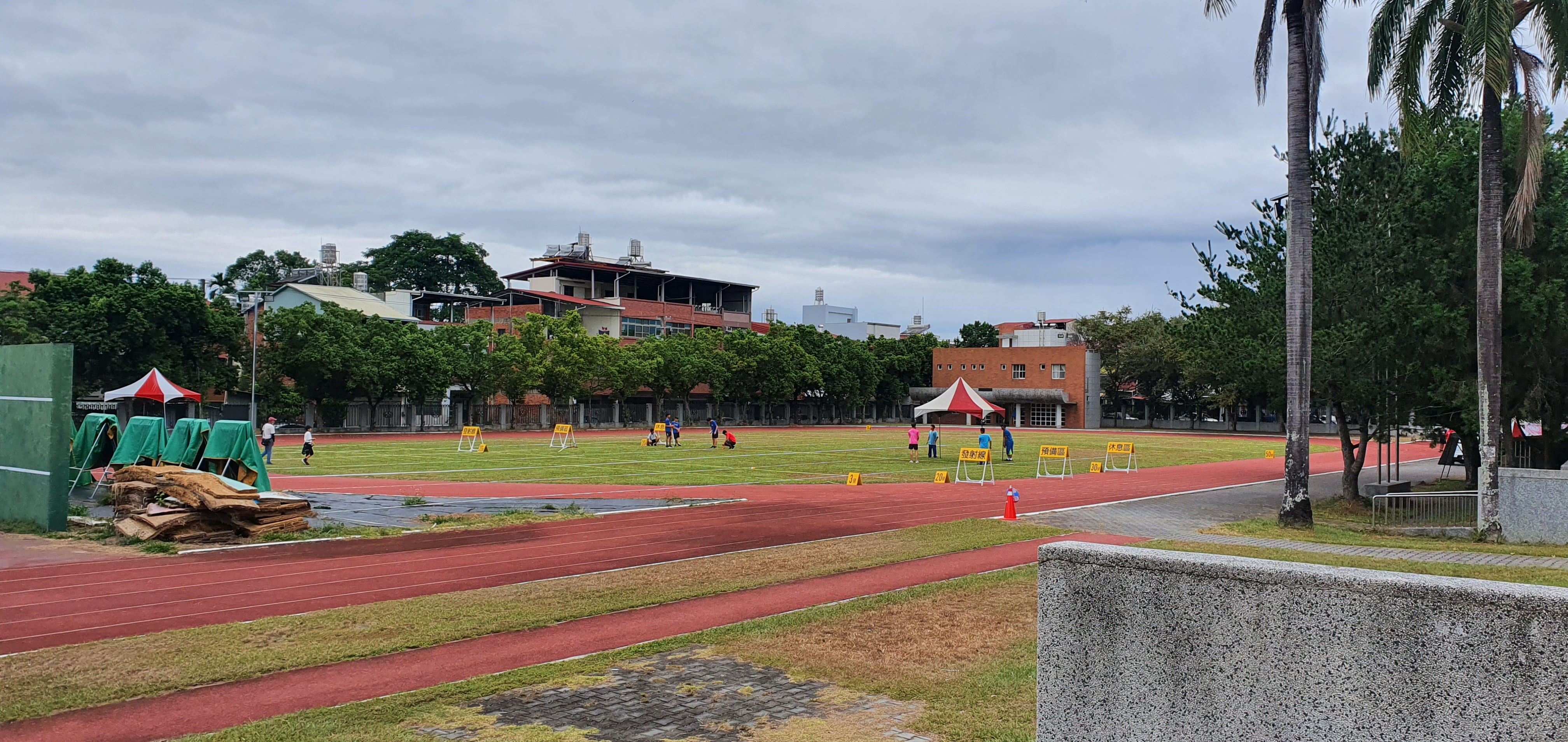
學校操場